# Загорби
Загорби́ — село в Україні, у Яворівському районі Львівської області. Населення становить 266 особи. Орган місцевого самоврядування - Мостиська міська рада. Через село протікає річка Вишня. На заході межує з Польщею.